# Tour Granite
Tour Granite – wieżowiec w Paryżu, we Francji, w dzielnicy La Défense, o wysokości 183 m. Budynek został otwarty w 2008 roku, posiada 40 kondygnacji. Całkowity koszt budowy wyniósł ok. 180 milionów euro.